# La ribelle (film 1993)
La ribelle è un film italiano del 1993 scritto e diretto da Aurelio Grimaldi.

## Trama
Enza e sua sorella Rosaria vengono sorprese a rubare il portafoglio di una signora in un supermercato. Vengono collocate quindi in un istituto religioso, per consentire alle due ragazze di proseguire gli studi interrotti e allontanarle dalla famiglia, considerata assente. L'istituto è composto di lunghi corridoi, dove prevalgono i silenzi, le preghiere, lo studio e le lezioni di cucito. Suor Valida, che guida il gruppo di Enza, è severa ma gentile e generosa. Enza incontra altri giovani, alcuni dei quali sono coinvolti nella prostituzione. La sua ingenuità di ragazzina di paese è compensata dal suo orgoglio e dal suo coraggio, che le consentono di non farsi comandare da nessuno.
Enza ottiene presto il permesso di visitare la sua famiglia nei fine settimana, un gruppo numeroso e affettuosa, segnata da un padre bello ma distante e una madre tenera e premurosa, ma stanca. Una domenica, tornando a casa, Enza pianta in asso Rosaria e accetta le avance di Sebastiano, un giovane che vende audiocassette di frode. Trascorre qualche ora con lui e arriva in ritardo all'istituto con una buona scusa: è già follemente innamorata del primo ragazzo che si è interessato a lei. Non vuole più studiare, non vuole più fare niente e approfitta della notte per raggiungere Sebastiano; ma quest'ultimo la accoglie freddamente. Infastidita, Enza torna all'istituto.
Passano i mesi. Quando, durante un fine settimana, Franchino, un ragazzo del paese la corteggia, Enza lo respinge. La pazienza del ragazzo e il fatto che lui la accetti totalmente, anche nella sua durezza, sembrano conquistarla. Tutto ciò, purtroppo, è solo apparenza. Una volta ottenuto il certificato di convivenza, sfuggendo così alla tutela del tribunale, Enza scompare. Quando Franchino la trova; si baciano, vanno in spiaggia e lei si tuffa nel mare gelido, lasciando intuire un tentativo di aborto, dato che la ragazza era rimasta incinta.